# Sepsis richterae
Sepsis richterae är en tvåvingeart som beskrevs av Ozerov 1986. Sepsis richterae ingår i släktet Sepsis och familjen svängflugor. Inga underarter finns listade i Catalogue of Life.